# Bryocamptus cuspidatus
Bryocamptus cuspidatus är en kräftdjursart som först beskrevs av Schmeil 1893.  Bryocamptus cuspidatus ingår i släktet Bryocamptus och familjen Canthocamptidae. Inga underarter finns listade i Catalogue of Life.